# Doctor Who: The Eternity Clock
Doctor Who: The Eternity Clock — компьютерная игра в жанре Action/adventure, выпущенная 23 мая 2012 года. Игра основана на известном британском научно-фантастическом телесериале «Доктор Кто» и по заявлениям создателей должна стать первой в серии игр, объединённых общим сюжетом. Тем не менее, в 2013 году было объявлено, что работа над сиквелами приостановлена на неопределённый срок.

## Актёрский состав
Мэтт Смит и Алекс Кингстон, исполнители ролей Одиннадцатого Доктора и Ривер Сонг соответственно, также озвучили своих персонажей в игре.

## Геймплей
Во время прохождения Doctor Who: The Eternity Clock игроку предлагается взять на себя роль Доктора или его спутницы, Ривер Сонг. Эти два персонажа путешествуют сквозь пространство и время, чтобы собрать воедино все части артефакта, известного как «часы вечности» (англ. The Eternity Clock) и являющегося хранилищем записей обо всём, что было, есть и будет во Вселенной. По мере развития сюжета игрок должен принимать разного рода решения, последствиями которых являются «многократные возможности» и новые загадки. Среди основных противников можно заметить далеков, киберлюдей, силурианцев и агентов Тишины. Дата выпуска игры была назначена на 30 апреля 2012 года, но позже перенесена на 23 мая 2012 года.
В игре фигурирует дневник Ривер Сонг, согласно записям в котором можно судить о том, что для неё события игры происходят до выхода из тюрьмы, а профессорское звание говорит либо об ошибке разработчиков, либо намекает на частые и длительные отсутствия Ривер Сонг на месте отбывания заключения. Для Доктора эти же самые события происходят предположительно между финалом серии «Хороший человек идёт на войну» и началом эпизода «Давайте убьём Гитлера», но точно не позднее финала 6 сезона (в одном из моментов игры можно встретить агента Тишины, предсказывающего Доктору его смерть).

## Отзывы
| Сводный рейтинг | Сводный рейтинг |
| Агрегатор       | Оценка          |
| --------------- | --------------- |
| GameRankings    | 39,53 %         |

Согласно сайту Metacritic версия игры для PS3 получила в среднем 39 баллов из 100 на основе 21 рецензии.
Один из выпусков телепередачи Good Game: Spawn Point, выходящей на австралийском телеканале ABC3, был посвящён, среди прочего, игре Doctor Who: The Eternity Clock. В выпуске критики Стефани Бендиксен и Гас Рональд оценили её на 3,9 баллов из 20, также описав то, чего они действительно хотели бы от игры по «Доктору Кто».
Редактор сайта IGN Майк Белл дал Doctor Who: The Eternity Clock 5,5 баллов из 10, написав следующее: «это игра, до краёв наполненная благими намерениями и замечательными идеями, но даже Пандорика не в силах запечатлеть ту совокупность технических проблем, которая имеется в ней на данный момент».
Разработчики прислушались к некоторым критическим замечаниям, после чего было выпущено специальное обновление, устраняющее баги в системе, проблемы с ИИ игры, а также добавляющее в сюжет несколько новых локаций.